# Frea gnathoenioides
Frea gnathoenioides är en skalbaggsart som beskrevs av Stefan von Breuning 1953. Frea gnathoenioides ingår i släktet Frea och familjen långhorningar. Inga underarter finns listade i Catalogue of Life.